# Ido
Ido är en reformerad variant av det konstgjorda språket esperanto. Esperanto, som är tänkt som ett internationellt och neutralt hjälpspråk konstruerat för kommunikation mellan människor med olika modersmål, men som enligt idos anhängare anses innehålla en rad komplicerade språkelement som inte krävs för att göra sig fullt förstådd. 

## Historia och utveckling
Vid världsutställningen i Paris 1900 bildade en delegation av världsspråksintresserade, som tillsatte en kommitté under ordförandeskap av Wilhelm Ostwald, i vilken prövades då existerande förslag till världsspråk. Av dessa befanns endast två kunna komma i beaktande, esperanto och idiom neutral. Då båda ansågs visa för stora brister för att i föreliggande skick rekommenderas, antogs ett av den franske esperantisten Louis de Beaufront inlämnat förslag till reformerat esperanto som grundval för ett nytt hjälpspråk, som sedan kallades Ido efter upphovsmannens pseudonym.
En subkommitté utarbetade det antagna förslaget under ledning av Louis Couturat och framlade det för offentligheten 1908, varefter det förbättrades och utbyggdes i den av Couturat utgivna månadsskriften Progreso 1908–14. Den nära anknytningen till esperanto skedde i hopp om att vinna dess anhängare för Ido, men då Ludwig Zamenhof förklarade sig inte vilja ha något med språket att göra, följde större delen av esperantogemenskapen hans paroll. Splittringar inom Idoförespråkarna mellan konservativa och framstegsvänliga ledde även till att många gick över till de modernare novial och occidental (senare kallat interlingue).
Bland annat menar man att esperanto utnyttjar ett antal bokstäver som i övrigt inte existerar i det latinska alfabetet, såsom Ŝ, s med ^, som står för ett sj-ljud. Detta ses som problematiskt, dels eftersom det i många språk inte är uppenbart hur det uttalas bara vid blotta anblicken av tecknet, dels därför att det inte alltid går att skriva i enkla e-postmeddelanden och i andra elektroniska dokument utan att först installera ett särskilt typsnitt. I ido väljer man att istället skriva sh (det främre ljudet; som i engelska ship) för sj-ljudet (på svenska stavas ljudet på många olika sätt). 
Vidare anses att bestämningar till ett substantiv i esperanto ofta böjs efter substantivets kasus och numerus, vilket varken existerar inom ido eller många andra språk, till exempel engelskan. Ido är mer komplicerat än esperanto när det gäller affixsystemet och antalet pronomen. De främsta orsakerna till att esperanto har förblivit mer spritt än ido är dels att esperanto sedan sin tillkomst förknippats med en ideologi, som innebär tron på att ett accepterande av esperanto som mellanfolkligt språk, leder till en fredligare värld, vilket lockat många idealister att lära sig esperanto, dels att varje esperantist har haft frihet att hitta på egna ord, varefter det allmänna språkbruket avgör om ett ord bli ett esperantoord eller inte. Inom ido-rörelsen har det aldrig funnits någon tradition att det är "tillåtet" att uppfinna nya ord.
Den svenske statistikern Josef Guinchard har hållit föredrag samt skrivit en bok om språket ido: Ido-språkets begriplighet för icke ido-kunniga, utgiven som särtryck 1911.

## Uppbyggnad

### Vokaler
Ido har fem vokaler, de samma som i exempelvis spanska och swahili. Det görs ingen fonematisk skillnad mellan korta och långa vokaler. 
|           | Främre | Bakre |
| --------- | ------ | ----- |
| Sluten    | i      | u     |
| Halvöppen | e      | o     |
| Öppen     | a      | a     |

### Skrift
Ido skrivs med latinska alfabetet Aa Bb Cc Dd Ee Ff Gg Hh Ii Jj Kk Ll Mm Nn Oo Pp Qq Rr Ss Tt Uu Vv Ww Xx Yy Zz.

### Grammatik
| Substantiv | Nominativ | Ackusativ |
| ---------- | --------- | --------- |
| Singular   | -o        | -o        |
| Plural     | -i        | -i        |

| Adjektiv | Nominativ | Ackusativ |
| -------- | --------- | --------- |
| Singular | -a        | -a        |
| Plural   | -a        | -a        |

De sex verbändelserna är tempusformerna presens på -as, futurum på -os och preteritum på -is, modusformerna konditionalis på -us och volitiv (ungefär motsvarande imperativ) på -ez, samt infinitiv på -ar. Verben böjs inte efter person eller numerus. Exempel på verbböjning: kantar - att sjunga, me kantas - jag sjunger, me kantis - jag sjöng, me kantos - jag kommer att sjunga. 
| Verbform      | Ändelse      |
| ------------- | ------------ |
| Presens       | -as (kantas) |
| Preteritum    | -is (kantis) |
| Futurum       | -os (kantos) |
| Infinitiv     | -ar (kantar) |
| Volitiv       | -ez (kantez) |
| Konditionalis | -us (kantus) |

Av verben bildas sex olika participformer, tre aktiva och tre passiva:
| Tempus     | Aktivum                                   | Passivum                                |
| ---------- | ----------------------------------------- | --------------------------------------- |
| Presens    | -ant- (kantanta "som sjunger, sjungande") | -at- (kantata "som sjungs")             |
| Preteritum | -int- (kantinta "som sjöng")              | -it- (kantita "som sjöngs, sjungen")    |
| Futurum    | -ont- (kantonta "som kommer att sjunga")  | -ot- (kantota "som kommer att sjungas") |

| Wikipedia | Wikipedia har en upplaga på Ido. |